# Graniti
Graniti là một đô thị ở tỉnh Messina trong vùng Sicilia của Italia, có vị trí cách khoảng 160 km về phía đông của Palermo và vào khoảng 45 km về phía tây nam của Messina. Tại thời điểm ngày 31 tháng 12 năm 2004, đô thị này có dân số 1.550 người và diện tích là 10 km².
Graniti giáp các đô thị: Antillo, Castiglione di Sicilia, Gaggi, Mongiuffi Melia, Motta Camastra.

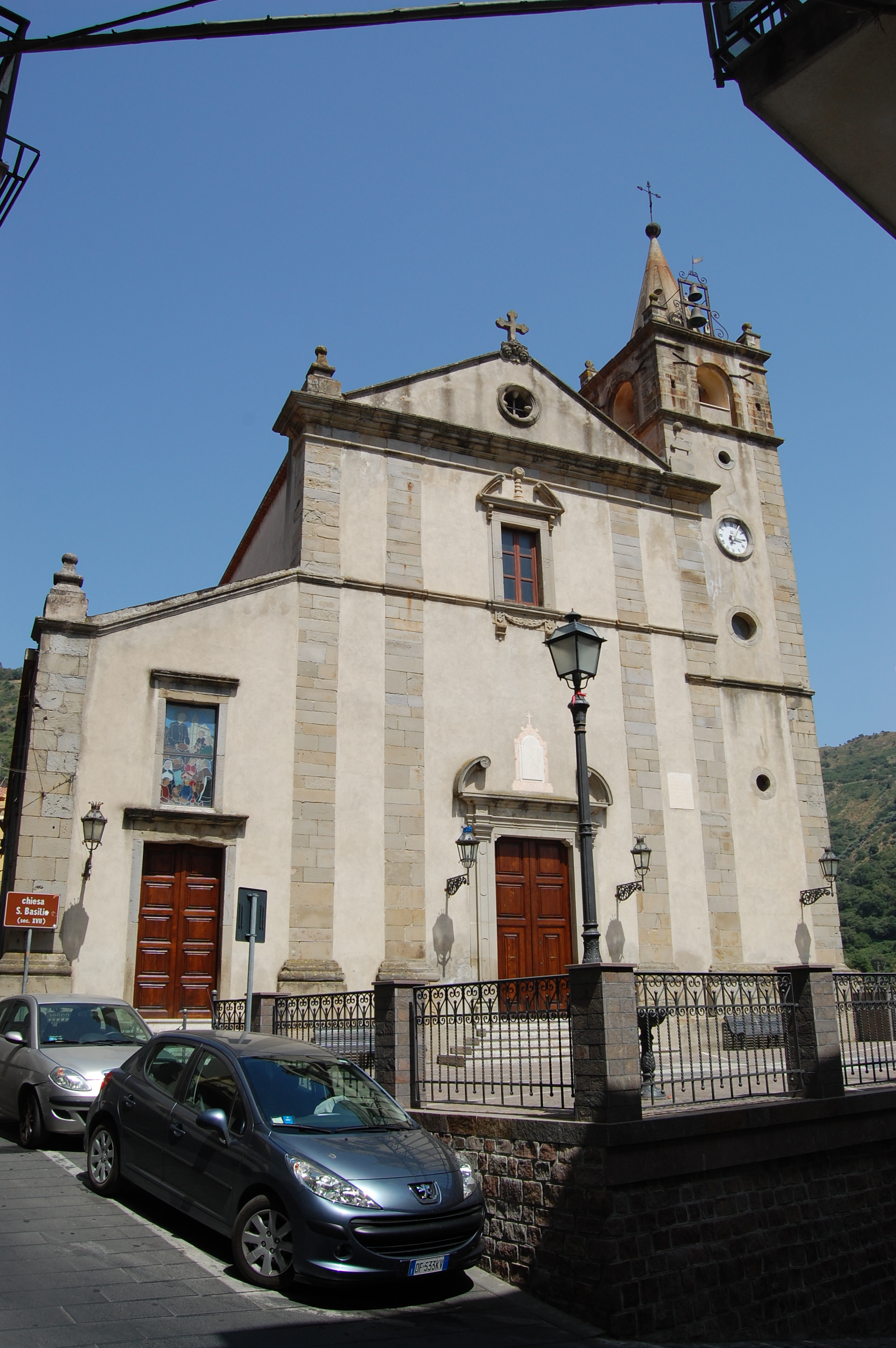
Chiesa di San Basilio Magno